# Squatina californica
Ange de mer du Pacifique
Pour les articles homonymes, voir Ange de mer.
Espèce
Statut de conservation UICN

 NT (IUCN3.1) : Quasi menacé
Répartition géographique
Synonymes
Rhina philippi* Garman, 1913
Squatina californica, l'ange de mer du Pacifique, est une espèce de requins ange de mer de la famille des Squatinidae, que l'on trouve dans l'océan Pacifique oriental, de l'Alaska au golfe de Californie et de l'Équateur au Chili, bien que ceux du golfe de Californie et du sud-est du Pacifique puissent en fait être espèces distinctes. L'ange de mer du Pacifique habite les eaux côtières peu profondes sur des plaines sablonneuses, généralement à proximité de récifs rocheux, de forêts de varech ou d'autres éléments sous-marins. Cette espèce ressemble en apparence à d’autres requins anges, avec un corps aplati et des nageoires pectorales et pelviennes considérablement élargies. Les traits caractéristiques de ce requin comprennent une paire de barbillons en forme de cône sur son museau, des nageoires pectorales angulaires et une coloration dorsale brune ou grise avec de nombreuses petites marques sombres. Il atteint une longueur maximale de 1,5 m.
Prédateur embusqué, l'ange de mer du Pacifique se cache sur le fond marin et attend l'approche de proies, principalement des poissons osseux et des calmars. Les proies sont ciblées visuellement et, d'un rapide coup de tête vers le haut, saisies dans des mâchoires saillantes. Les requins individuels choisissent activement les sites d'embuscade idéaux, où ils restent plusieurs jours avant de passer à un nouveau. Cette espèce est plus active la nuit que le jour, lorsqu'elle reste enfouie dans les sédiments et bouge rarement. La reproduction est ovovivipare, les embryons éclos dans l'utérus de la mère et étant soutenus par un sac vitellin jusqu'à la naissance. Les femelles donnent naissance en moyenne à six petits chaque printemps.
Les anges de mer du Pacifique ne sont pas dangereux pour les humains à moins d'être provoqués, auquel cas leur morsure peut provoquer une blessure douloureuse. Ils sont appréciés pour leur viande et sont capturés par les pêcheurs commerciaux et sportifs dans toute leur aire de répartition. Une pêche ciblée au filet maillant pour cette espèce a commencé au large de Santa Barbara, en Californie, en 1976 et s'est terminée en 1994, après que la surpêche et les nouvelles réglementations aient conduit à son quasi-effondrement. Cette espèce est désormais principalement pêchée dans les eaux mexicaines. L'Union internationale pour la conservation de la nature (UICN) a évalué cette espèce comme étant quasi menacée, car la population californienne est en grande partie protégée et en voie de rétablissement, tandis que l'impact des pêches mexicaines est inconnu.

## Taxonomie et phylogénie
L'ange de mer du Pacifique a été décrit scientifiquement pour la première fois en 1859 par William Orville Ayres, premier conservateur d'ichtyologie à l'Académie des sciences de Californie. Il lui a donné l'épithète spécifique californica, car le spécimen initialement décrit a été capturé au large de San Francisco. Localement, cette espèce peut également être appelée requin ange, requin ange de Californie ou lotte.
L'ange de mer chilien (Squatina armata) du sud-est du Pacifique a été synonyme de cette espèce par Kato, Springer et Wagner en 1967, mais a ensuite été provisoirement reconnu à nouveau comme une espèce distincte par Leonard Compagno,. Le statut taxonomique des requins anges dans le sud-est du Pacifique – qu’il s’agisse de S. californica, de S. armata ou s’il existe plus d’une espèce de Squatina dans la région – reste non résolu. Les requins anges habitant le golfe de Californie peuvent également représenter une espèce différente, car ils atteignent une taille beaucoup plus petite que celles du reste de leur aire de répartition.
|  | Squatina dumeril     |
|  |                      |
|  | Squatina californica |
|  |                      |

|  | Squatina occulta    |
|  |                     |
|  | Squatina guggenheim |
|  |                     |

|  | Squatina dumeril     |
|  |                      |
|  | Squatina californica |
|  |                      |

|  | Squatina occulta    |
|  |                     |
|  | Squatina guggenheim |
|  |                     |

|  | Squatina dumeril     |
|  |                      |
|  | Squatina californica |
|  |                      |

|  | Squatina occulta    |
|  |                     |
|  | Squatina guggenheim |
|  |                     |

|  | Squatina dumeril     |
|  |                      |
|  | Squatina californica |
|  |                      |

|  | Squatina occulta    |
|  |                     |
|  | Squatina guggenheim |
|  |                     |

|  | Squatina dumeril     |
|  |                      |
|  | Squatina californica |
|  |                      |

|  | Squatina occulta    |
|  |                     |
|  | Squatina guggenheim |
|  |                     |

|  | Squatina dumeril     |
|  |                      |
|  | Squatina californica |
|  |                      |

|  | Squatina occulta    |
|  |                     |
|  | Squatina guggenheim |
|  |                     |

|  | Squatina dumeril     |
|  |                      |
|  | Squatina californica |
|  |                      |

|  | Squatina occulta    |
|  |                     |
|  | Squatina guggenheim |
|  |                     |

|  | Squatina dumeril     |
|  |                      |
|  | Squatina californica |
|  |                      |

|  | Squatina occulta    |
|  |                     |
|  | Squatina guggenheim |
|  |                     |

Une étude phylogénétique basée sur l'ADN mitochondrial, publiée par Björn Stelbrink et ses collègues en 2010, a rapporté que l'espèce sœur de l'ange de mer du Pacifique est l'ange de mer de sable (S. dumeril) de l'ouest de l'Atlantique Nord. On estime que les deux espèces ont divergé il y a environ 6,1 Ma, à peu près au moment où l'isthme de Panama a commencé à se former. Les auteurs ont également constaté que les anges de mer du Pacifique du golfe de Californie différaient génétiquement de ceux d’ailleurs, bien qu’ils soient équivoques quant à savoir si cela représentait une distinction au niveau de l’espèce.

## Distribution et habitat
Les anges de mer du Pacifique se trouvent dans les eaux froides à tempérées chaudes du coin sud-est de l'Alaska jusqu'au golfe de Californie, y compris toute la péninsule de Baja, et sont plus courants au large du centre et du sud de la Californie. Il peut également être présent de l'Équateur jusqu'à la pointe sud du Chili (voir l'incertitude taxonomique ci-dessus). Ce requin de fond préfère les habitats à fonds meubles et plats proches du rivage, comme les estuaires et les baies, et se trouve souvent à proximité des récifs rocheux, des canyons sous-marins et des forêts de varech. À l’occasion, ils ont été vus nageant entre 15 et 91 m au-dessus du fond marin. Au large de la Californie, l'ange de mer du Pacifique est plus commun à une profondeur de 3 à 45 m, mais a été signalé jusqu'à 205 m de profondeur.
Un certain nombre de sous-populations génétiquement distinctes ont été identifiées dans l’aire de répartition nord de l’ange de mer du Pacifique. Plusieurs sous-populations existent le long de la côte, depuis Point Conception vers le nord jusqu'en Alaska. Dans la baie sud de la Californie, il existe au moins trois sous-populations distinctes au large du continent et des îles du détroit du nord et du sud. La sous-population le long de la côte Pacifique de la Basse-Californie est distincte de celle du golfe de Californie. Ces sous-populations ont divergé les unes des autres au fil du temps parce que les anges de mer du Pacifique n'entreprennent pas de longs mouvements migratoires en dehors de leurs zones d'origine préférées et que les eaux profondes constituent des barrières géographiques efficaces au mélange des populations. L'hétérozygotie, une mesure de la diversité génétique, est plus élevée chez l'ange de mer du Pacifique que chez les autres espèces de requins examinées.

## Description

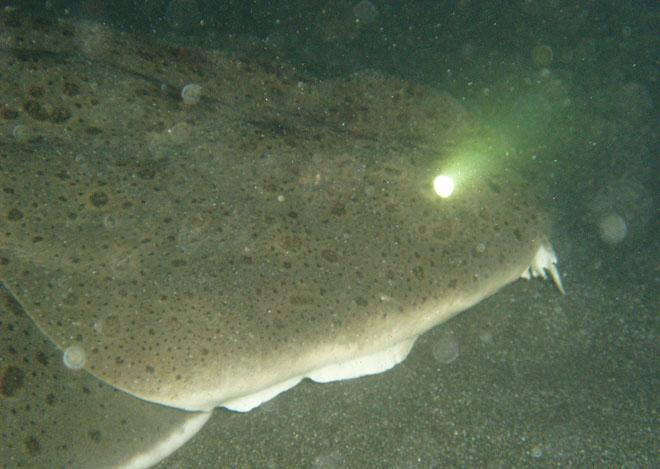
L'ange de mer du Pacifique a des yeux placés dorsalement, une bouche terminale et des barbillons nasaux.

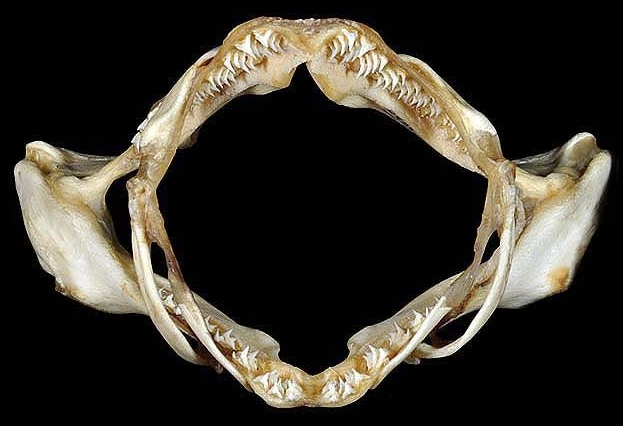
Mâchoires Squatina californica

Avec son corps aplati et ses nageoires pectorales en forme d’ailes, l'ange de mer du Pacifique ressemble superficiellement à une raie. Contrairement aux raies, ses cinq paires de fentes branchiales sont situées sur les côtés de la tête plutôt qu'en dessous, et les lobes antérieurs élargis de ses nageoires pectorales sont séparés plutôt que fusionnés à la tête. Les yeux sont situés au sommet de la tête, avec les spiracles derrière. Il y a des plis de peau sans lobes triangulaires sur les côtés de la tête. La bouche est très large et placée en extrémité (à l'avant du museau) ; une paire de barbillons en forme de cône avec des pointes en forme de cuillère se trouvent au-dessus,. Il y a 9 rangées de dents de chaque côté de la mâchoire supérieure et 10 rangées de dents de chaque côté de la mâchoire inférieure, avec des espaces édentés au milieu des deux mâchoires. Chaque dent a une base large et une seule cuspide étroite aux bords lisses. Les anges de mer du Pacifique sont fondés à Clover Point, sur l'île de Vancouver jusqu'au sud de la Basse-Californie, du golfe de Californie et du Pérou. Cependant, il existe des mentions invérifiables dans le sud-est de l'Alaska et au Chili. Commun de Tomales Bay, dans le nord de la Californie, vers le sud. Les anges de mer du Pacifique mesurent 175 cm de long et environ 25 cm à la naissance. Profondeur : zone de surf jusqu'à 205 m.
Les nageoires pectorales et pelviennes sont larges et anguleuses avec des extrémités pointues. Les deux nageoires dorsales sont situées loin en arrière du corps et il n'y a pas de nageoire anale. Le lobe inférieur de la nageoire caudale est plus grand que le lobe supérieur. Une rangée de petites épines court au milieu du dos et de la queue ; des épines sont également présentes sur le museau et au-dessus des yeux. À mesure que le requin vieillit, les épines diminuent de taille et peuvent disparaître. La coloration dorsale est grise, brune ou brun rougeâtre avec des marques sombres éparses : de grandes taches entourées d'un anneau de petites taches chez les adultes et des paires d'ocelles chez les juvéniles. Le dessous est blanc et s'étend jusqu'aux bords des nageoires pectorales et pelviennes. Cette espèce mesure jusqu'à 1,5 m de long et pèse jusqu'à 27 kg.

## Biologie et écologie
Pendant la journée, les anges de mer du Pacifique ne sont presque jamais vus à l'air libre, reposant plutôt immobiles sur le fond marin enfouis sous une fine couche de sédiments qui dissimule leurs contours. La nuit, certains individus restent immobiles, attendant une proie, tandis que d'autres peuvent être rencontrés sur le fond, non enterrés ou en train de nager activement. Les grands requins, dont le grand requin blanc (Carcharodon carcharias) et le requin plat-nez (Notorynchus cepedianus), ainsi que l'éléphant de mer du nord (Mirounga angustirostris), sont connus pour consommer des anges de mer du Pacifique,. Les parasites connus de cette espèce comprennent le copépode Trebius latifurcatus, qui infeste la peau, le myxosporidien Chloromyxum levigatum, qui infeste la vésicule biliaire, et le ténia Paraberrapex manifestus, qui infeste la valve spirale de l'intestin,,. La sangsue Branchellion lobata peut être attachée autour du cloaque de ce requin, à l'intérieur de l'intestin, et même à l'intérieur de l'utérus et sur les embryons en développement.

### Alimentation

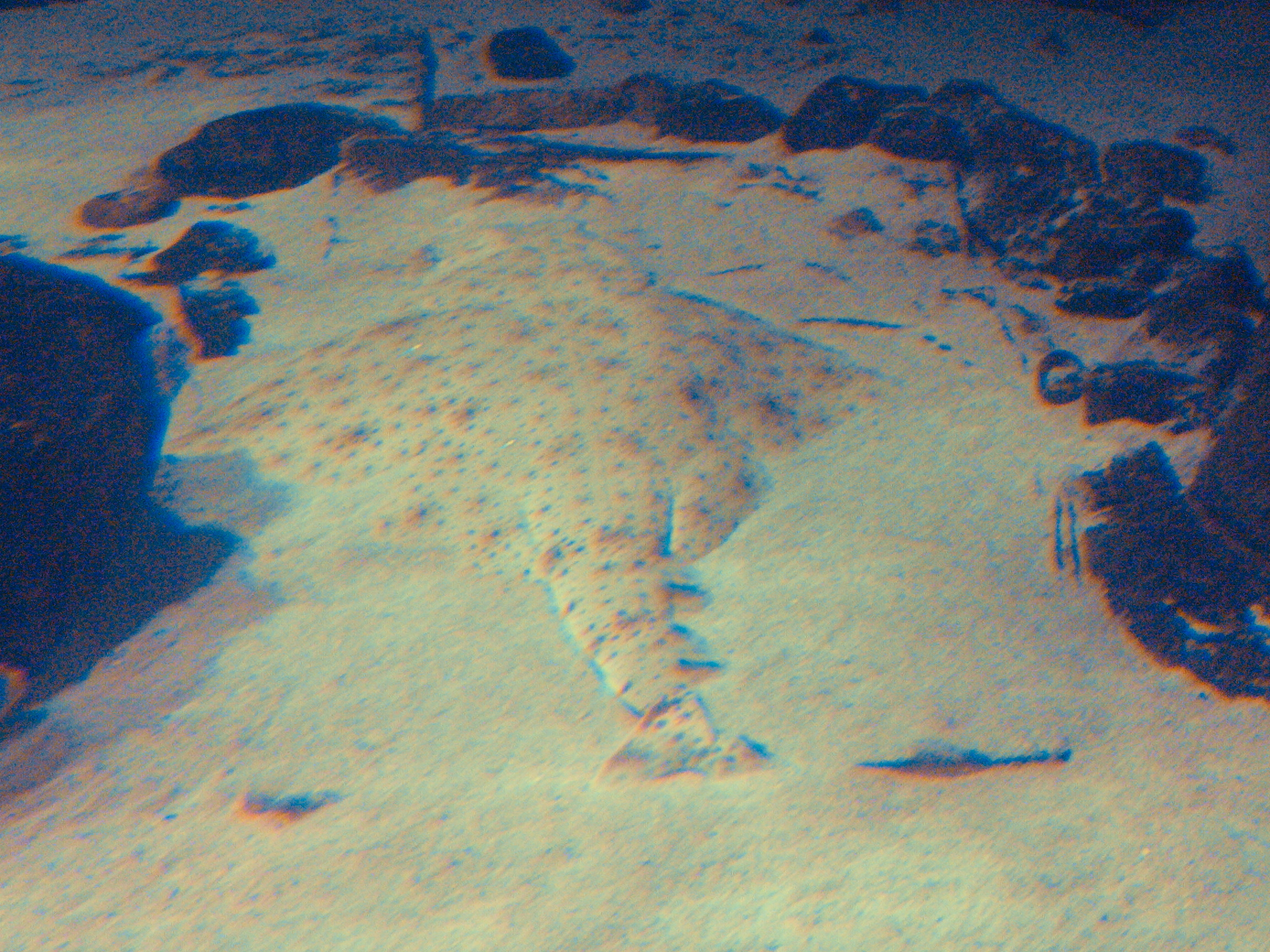
La coloration dorsale cryptique du ange de mer du Pacifique lui permet de tendre une embuscade à ses proies.

Prédateur sédentaire en embuscade, l'ange de mer du Pacifique se nourrit principalement de poissons osseux, notamment de Serran des algues, de sciaenidés, de poissons plats, de poisson-demoiselles, de maquereaux et de sardines. Pendant l'hiver et au début du printemps, les calmars reproducteurs sont abondants et deviennent la principale source de nourriture. Dans le sud du golfe de Californie, les proies les plus importantes sont, par ordre décroissant, le maquereau Decapterus macrosoma, le poisson-crapaud Porichthys analis, le poisson-lézard Synodus evermanni, le poisson-soldat Myripristis leiognathus et la crevette Sicyonia penicillata. Sur l'île Catalina, cette espèce se nourrit principalement de Chromis punctipinnis et de Courbine reine (Seriphus politus). Les adultes et les juvéniles ont un régime alimentaire similaire.
Les requins individuels choisissent les sites qui leur offrent le meilleur succès d'embuscade. Ils préfèrent les jonctions de substrats sableux et rocheux à proximité des récifs (utilisés par de nombreux poissons comme abri) et s'orientent généralement vers ou parallèlement aux structures verticales voisines. Ils ont tendance à faire face à la pente, ce qui peut faciliter l'enfouissement via la chute de sédiments, amener davantage de poissons nageant en aval du récif ou faciliter le ciblage en découpant les proies contre la lumière du soleil.
Une fois installé sur un site réussi, un requin-ange peut y rester pendant dix jours, s'enfouissant à nouveau au même endroit ou à proximité après chaque frappe. À mesure que la proie locale finit par apprendre à éviter le prédateur stationnaire, le requin se déplace périodiquement la nuit vers un nouveau site situé à plusieurs kilomètres. Une étude réalisée au large de l’île de Santa Catalina a révélé qu’en 13 à 25 heures, neuf requins n’utilisaient ensemble que 1,5 km^{2}. Une étude ultérieure, à plus long terme, a révélé que les changements de position sporadiques des requins couvraient jusqu'à 75 km en trois mois, faisant presque le tour de l'île. Des individus isolés ont nagé jusqu'à 7,3 km en une nuit,.
Le requin-ange du Pacifique est avant tout un chasseur visuel ; des expériences dans la nature montrent qu'ils frappent des cibles en forme de poisson sans aucun signal électrique, chimique, vibratoire ou comportemental. La nuit, ils sont guidés par la bioluminescence des dinoflagellés planctoniques et des ostracodes dérangés par les proies en mouvement. Le système visuel de cette espèce est adapté aux longueurs d'onde de la lumière émise par ces organismes planctoniques, montrant l'importance de la chasse nocturne. Les requins-anges du Pacifique sont plus susceptibles de frapper les proies qui s'approchent de face. Il attend généralement que la proie s'approche à 15 cm, car son attaque est moins précise au-delà de cette distance. La frappe est un comportement stéréotypé dans lequel le requin presse les lobes avant de ses nageoires pectorales contre le fond et pousse sa tête vers le haut jusqu'à un angle de 90°. Sa bouche forme un tube lorsqu'elle est ouverte, créant une force d'aspiration, tandis que ses mâchoires font saillie vers l'avant pour maintenir la proie entre des dents pointues. Pendant la frappe, les yeux roulent vers l’arrière vers la tête pour se protéger. La frappe est souvent complétée en moins d'un dixième de seconde.

### Cycle de vie
L'ange de mer du Pacifique est ovovivipare et les petits à naître sont nourris par un sac vitellin ; la reproduction a lieu selon un cycle annuel. La plupart des femmes ont un seul ovaire fonctionnel (sur le côté gauche), bien que certaines en aient deux ; les oviductes sont souvent remplis de jaune, ce qui proviendrait de la résorption d'œufs non fécondés. Mesurant 35 mm de long, les jeunes embryons ont une peau translucide, des yeux saillants et des filaments branchiaux exposés. Des taches pigmentaires se sont développées lorsque l'embryon mesure 70 mm de long et la première rangée de dents est apparue lorsque l'embryon mesure 110 mm de long. Au moment où l'embryon atteint 150 mm de long, la bouche a migré vers une position terminale et le motif de couleur est complètement développé ; le sac vitellin externe commence à rétrécir à mesure que le jaune est transféré vers un sac vitellin interne, où il est retenu jusqu'à ce qu'il puisse être transféré dans l'intestin pour la digestion. Le sac vitellin interne est entièrement résorbé avant la naissance ; si le jeune est relâché prématurément, il ne se nourrit pas tant que ce processus n'est pas terminé.
Au large de Santa Barbara, la mise bas a lieu de mars à juin après une période de gestation de dix mois, et les femelles s'accouplent à nouveau peu de temps après. La taille moyenne des portées est de six, avec une fourchette de 1 à 11 (rarement 13) ; il n'y a pas de corrélation entre la taille de la femelle et le nombre de petits. Les jeunes naissent dans une eau de 55 à 90 m de profondeur, probablement pour les protéger des prédateurs. Les embryons d'anges de mer du Pacifique grandissent de 45 mm par mois lorsqu'ils sont jeunes, ralentissant à 10 mm par mois juste avant la naissance, et naissent avec une longueur de 25 à 26 cm. Les nouveau-nés en captivité grandissent à un rythme d'environ 14 cm par an, tandis que les adultes à l'état sauvage grandissent à un rythme d'environ 2 cm par an. Les deux sexes atteignent leur maturité entre 90 à 100 cm de long, ce qui correspond à un âge de 8 à 13 ans,. Les requins du golfe de Californie, qui pourraient être une autre espèce, atteignent la maturité à 78 cm de long pour les mâles et à 85 cm de long pour les femelles. Environ 20 % des nouveau-nés survivent jusqu'à la maturité. La durée de vie maximale a été estimée entre 25 et 35 ans. Contrairement aux autres requins, les anneaux de croissance sur les vertèbres de cette espèce se déposent proportionnellement à la taille du requin plutôt que chaque année, ce qui rend difficile la détermination de l'âge.

## Interactions humaines
Bien qu’ils soient généralement calmes et accessibles sous l’eau, les requins-anges du Pacifique mordent rapidement s’ils sont touchés, capturés ou provoqués d’une autre manière, et peuvent infliger de graves lacérations. Des pêches commerciales de cette espèce existent au large de la Basse-Californie et, dans une moindre mesure, au large de la Californie (voir ci-dessous) ; la viande est considérée comme excellente et est vendue fraîche ou congelée. Cette espèce est capturée en nombre limité par les pêcheurs récréatifs à l'aide d'hameçons, de lances ou même à la main, en particulier au large du sud de la Californie. Il est également capturé accidentellement dans les chaluts à crevettes opérant dans le golfe de Californie et transformé en farine de poisson. La capacité de cette espèce à résister à un effort de pêche ciblé est limitée, en raison de ses faibles taux de reproduction et de déplacement.
En 1976, la pêche commerciale au filet maillant du Cardeau californien (Paralichthys californicus), opérant au large de Santa Barbara, s'est élargie pour inclure également l'ange de mer du Pacifique. Les requins étaient devenus précieux en raison de leur promotion en tant que substitut du requin-renard commun (Alopias vulpinus) disponible en saison et du développement de nouvelles techniques de transformation. Environ 50 % du requin a été utilisé, tandis que la peau, le cartilage et les abats ont été jetés. Dans les années 1980, la demande croissante a conduit à l’introduction de filets maillants à mailles moyennes, spécialement conçus pour cette espèce. Les débarquements de la pêche sont passés d'un poids habillé (post-traitement) de 148 kg en 1977 à 117 000 kg en 1983, puis à 277 000 kg en 1984. La pêche a culminé en 1985 et 1986, lorsque 550 000 kg ont été capturés chaque année, faisant de cette espèce la première un requin pêché au large de la Californie. Ce niveau d'exploitation n'était pas durable et, malgré une limite de taille minimale imposée en 1986, les captures sont tombées à 112 000 kg en 1990,.
En 1991, l'utilisation de filets maillants dans les eaux côtières californiennes a été interdite par une initiative électorale (Proposition 132) ; la zone réglementée comprenait une grande partie de l'habitat du requin-ange du Pacifique et réduisait la pression de la pêche sur l'espèce. En conséquence, les débarquements d'anges de mer du Pacifique ont encore chuté pour atteindre 10 000 kg habillés en 1994, lorsque la pêcherie de flétan et de requins anges de Californie centrale a été complètement fermée, et sont restés faibles depuis. Le déclin de la pêche californienne a conduit l'industrie à se déplacer vers le Mexique, où les pangas au filet maillant (navires de pêche artisanaux) ciblant cette espèce répondent désormais à l'essentiel de la demande de requins anges en Californie,. L'Union internationale pour la conservation de la nature (UICN) a évalué cette espèce comme étant quasi menacée ; le nombre d’anges de mer du Pacifique au large de la Californie semble augmenter et la modélisation démographique suggère que le stock est en bonne santé. Cependant, l’impact de la pêche mexicaine intense et non réglementée sur la population mondiale reste indéterminé. Il existe un intérêt constant en Californie pour une reprise de la pêche commerciale, même si les préoccupations de conservation ont jusqu'à présent pris le dessus.

## Galerie

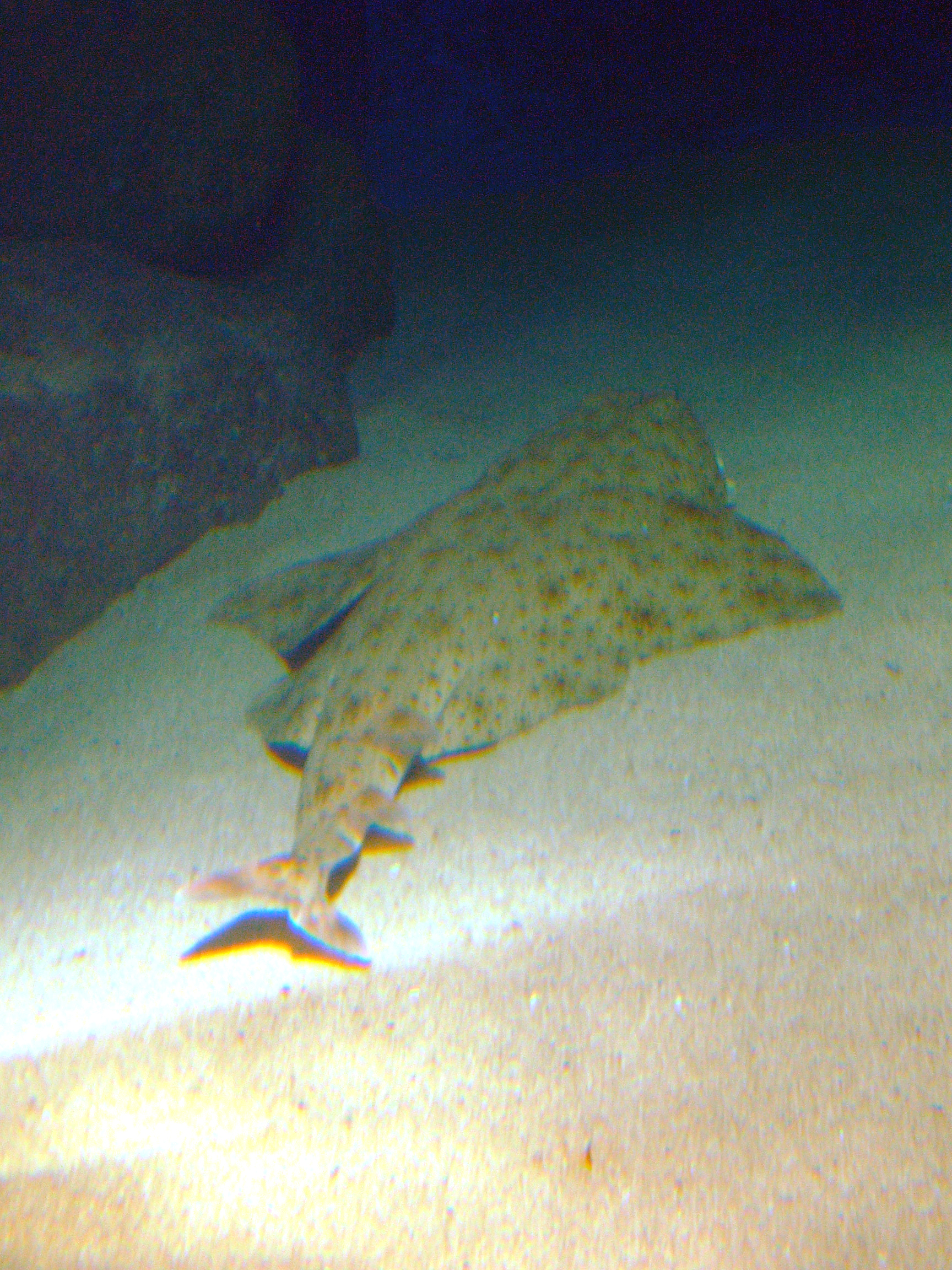
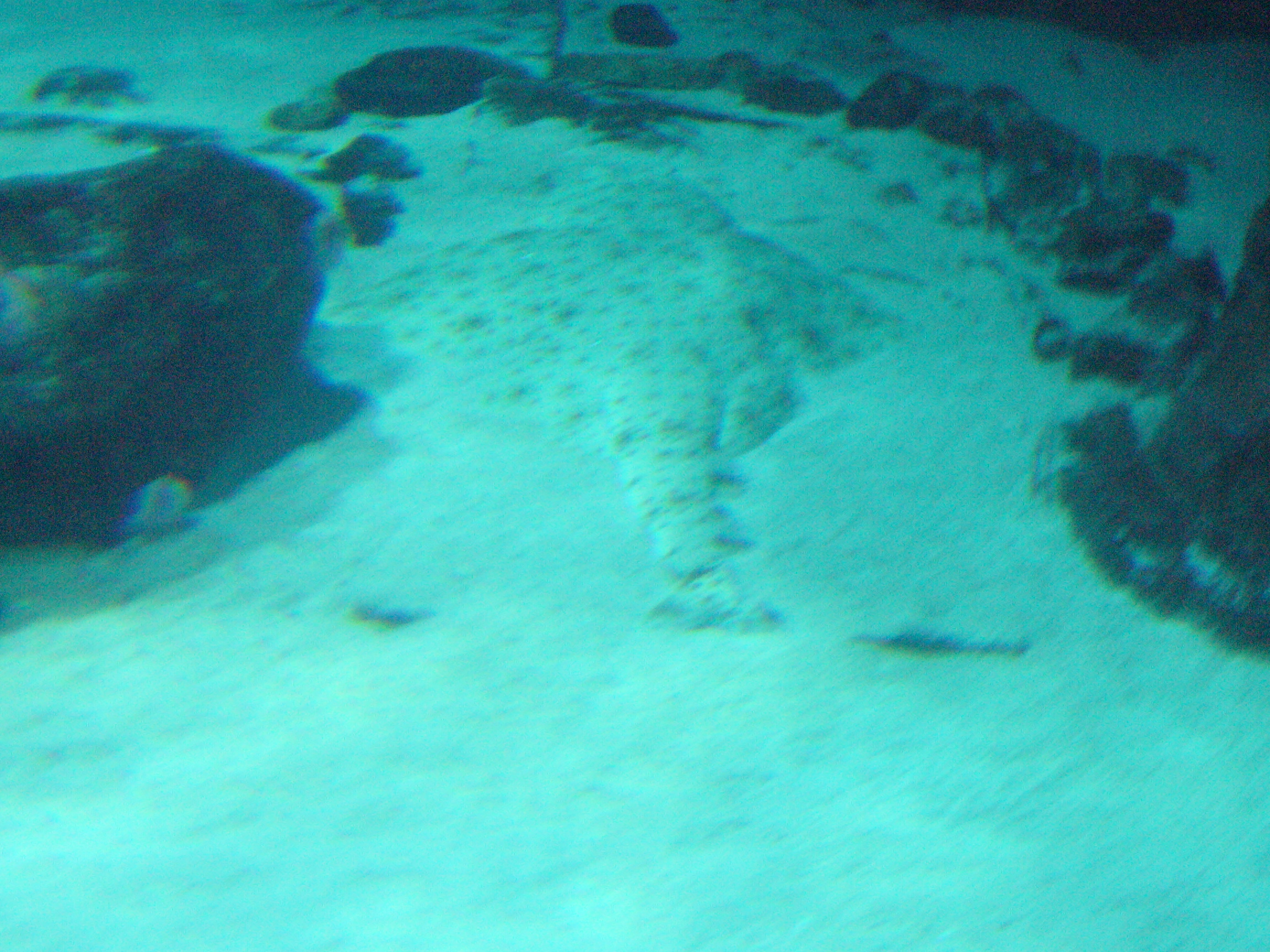